# Roccavignale
Roccavignale (en lígur: Ròcavignâ; en piemontès: Rocavignâl) és un comune (municipi) de la província de Savona, a la regió italiana de la Ligúria, situat uns 60 km a l'oest de Gènova i uns 25 km al nord-oest de Savona.
Roccavignale limita amb els següents municipis: Castelnuovo di Ceva, Cengio, Millesimo, Montezemolo i Murialdo.